# Cementoblaszt
Cementoblasztnak nevezzük azokat a sejteket, amelyek a fog cement rétegét termelik.
Az embrionális fejlődés során a fogzacskó ectomesenchymalis sejtjeiből, később az élet folyamán, a gyökérhártya pluripotens mesenchymalis sejtjeiből differenciálódik.
A cementoblasztok először egy ún. precement réteget raknak le, mely kötőszöveti rostokból áll. A precement a gyökérhártya Sharpey-rostjai köré rakódik le, így ezek bekerülnek a cement szerkezetébe. A rostok később mineralizálódnak. Attól függően, hogy a cementoblasztok a cement képzésével párhuzamosan visszahúzódnak-e, vagy benne maradnak a cementben, alakul ki az acelluláris és a celluláris cement. Utóbbi esetben a cementoblasztok elvesztik termelő képességüket és cementocytákká alakulnak.